# Кристенсен, Йон
Йон Кри́стенсен (Jon Christensen) (20 марта 1943, Осло – 18 февраля 2020, там же) — норвежский джазовый ударник, один из самых востребованных сессионных музыкантов в Европе, в последней трети XX века.

## Очерк жизни и творчества
Систематического музыкального образования не получил, ударные инструменты освоил самостоятельно. С 1962 года играл в разных джазовых ансамблях, в том числе систематически — в ансамблях под руководством Яна Гарбарека. Международную известность получил на Берлинском джазовом фестивале в 1970 году, где выступал в ансамбле Джорджа Расселла. Кристенсен участвовал и на многих других международных и национальных джазовых фестивалях — в Мольде (Moldejazz, неоднократно с 1967), Конгсберге (1971), Варшаве (Jazz Jamboree, 1973), Визене (1989), Зальцау (ФРГ; JazzBaltica, 1994, в 1995 — с Джоном Скофилдом) и других. В 1983–1991 годах играл в составе норвежского джазового квинтета Masqualero (совместно с А. Андерсеном, Н. П. Молвером и другими музыкантами).
Кристенсену принадлежит только один сольный диск — «No time for time» (1976), остальные диски записаны им в качестве сессионного ударника именитых музыкантов — Яна Гарбарека (8 альбомов), Терье Рипдала (5 альбомов), Кита Джарретта (5 альбомов), Джорджа Расселла (4 альбома), Мирослава Витоуша (3 альбома), Томаша Станько (2 альбома) и других. К высшим творческим достижениям относятся альбомы «Solstice» (1975) и «Solstice. Sound and shadows» (1977), которые Кристенсен записал как сессионный музыкант у Ральфа Таунера, совместно с Яном Гарбареком и Эберхардом Вебером. Большинство альбомов с участием Кристенсена вышло (начиная с 1970) на лейбле ECM.
Удостоен норвежской национальной премии Buddyprisen (1967). Ударник года (1975) по версии Европейской джазовой федерации. Премия Spellemannprisen (1977).